# Margaret Naumburg
Margaret Naumburg (14 de mayo de 1890 – Boston, 26 de febrero de 1983) fue una psicóloga, educadora, artista y escritora estadounidense que figura también entre los principales teóricos del Arteterapia. Llamó a su enfoque "arteterapia de orientación dinámica". Antes de trabajar en Arteterapia, fundó el Walden School de la Ciudad de Nueva York.

## Trayectoria
Naumburg terminó sus estudios universitarios en Vassar Collage y Barnard Collage en Nueva York. Realizó su trabajo de posgrado en la Universidad de Columbia en Educación con John Dewey y en la London School of Economics y Oxford. Y durante su estancia en Italia estudió Educación infantil con Maria Montessori.

En 1914, inauguró la primera escuela Montessori en los Estados Unidos, y en 1915, abrió "Children's School", que posteriormente recibiría el nombre de Walden School, en la Ciudad de Nueva York. Empezó con dos profesores y diez estudiantes y se centró en dejar que los niños desarrollaran sus propios intereses e ideas. Creía que los niños no solo debían aprender conocimientos, sino la forma de usarlos a su favor. Para ella era tan importante que la persona se conociera a sí misma que animaba al personal de su escuela a someterse al psicoanálisis.     
Hasta el momento actual la educación ha fracasado en la compresión del significado real del comportamiento del niño al tratar las acciones superficiales como condiciones aisladas. Al no conseguir reconocer las verdaderas fuentes del comportamiento, ha sido incapaz de corregir y guiar eficazmente los impulsos del crecimiento humano... Sin embargo, los nuevos avances en psicología proporcionan una clave para comprender realmente lo que motiva al niño.
Entre las figuras destacadas que enseñaron en Walden School se encuentran Lewis Mumford, Hendrik van Loon y Ernest Bloch.
Se casó con el escritor Waldo Frank en 1916 y tuvo con él un hijo, Thomas, en 1922.  Se divorciaron en 1924. Poco después ella empezó a escribir y publicó su primer libro en 1928.
A Naumburg se le atribuyó la introducción del arte como modalidad terapéutica en la década de 1940. Entre 1941 y 1947, trabajó en el Instituto Psiquiátrico del Estado de Nueva York con adultos y niños, y más adelante publicó una serie de estudios de casos sobre el uso del arte para el diagnóstico y la terapia en la institución (Rubin, 2010, p. 59). Fue única en su utilización como agente primario en lugar de herramienta auxiliar. Denominó a su enfoque "arteterapia de orientación dinámica", el cual se basaba principalmente en la teoría freudiana. Este enfoque promueve "la liberación de imágenes espontáneas" del cliente a través de símbolos dibujados y la asociación libre de obras de arte (Rubin, 2010, p. 145). Veía el arteterapia como una forma distintiva de psicoterapia. Simpatizaba también con las nociones jungianas del simbolismo universal y las ideas de Harry Stack Sullivan sobre psiquiatría interpersonal. Tomando como base el trabajo de Freud y Jung, exploró el significado interior personal de los símbolos. Insistía en que la única interpretación válida del arte de una persona era la que procedía de su creador. Era escéptica sobre los planteamientos simples o rígidos del significado simbólico coherente con la enseñanza de Freud sobre la interpretación de los sueños. Escribió: “cuando la enseñanza del arte es una rutina, se desalienta el esfuerzo de la expresión espontánea y creativa, y se fuerza a los alumnos” (Naumburg, 1973, p. 137) a recrear lo que ya saben que está bien.
Recurría como directiva de preferencia al dibujo de garabatos. Utilizaba grandes hojas de papel y dejaba que el paciente moviera el material que había elegido, pintura o tiza pastel por la página hasta quedar satisfecho, aunque pedía que no se levantara la página desde el principio hasta el final. Después de crear el dibujo, permitía a la persona mirar su obra y tratar de crear otra forma a partir del garabato. Se alentaba al cliente a mover la página hasta encontrar una imagen. Una vez que la veía en el garabato, o pintura, le pedía que la coloreara. Al llegar a este punto, si el cliente quería charlar sobre la obra mientras creaba, se le animaba a ello. Esta técnica también podía realizarse con los ojos cerrados. El hecho de cerrarlos animaba al creador a ser menos inhibido a la hora de forzar una forma a partir de líneas fluidas. Otra variedad de esta técnica consiste en utilizar la mano no dominante. Así se fuerza al creador a usar otra parte del cerebro con la esperanza de liberar la mente inconsciente para formar las imágenes simbólicas necesarias para conseguir una mayor comprensión del ser. El dibujo de garabatos fue desarrollado por su hermana Florence Cane, que empleaba esta técnica porque creía que ayudaba a liberar las imágenes inconscientes.
El arteterapia con orientación dinámica se basa en el reconocimiento de los sentimientos y pensamientos fundamentales de las personas que proceden del inconsciente. A menudo se accede a ellos mejor a través de la expresión con imágenes que con palabras. Como procedimientos psicoanalíticos, las imágenes pueden consistir en sueños, fantasías, ensoñaciones, miedos, conflictos y recuerdos. Tanto con un entrenamiento como sin él, las personas tienen la capacidad de proyectar sus conflictos interiores en formas visuales. En este enfoque, el terapeuta no interpreta, sino que anima a los clientes a descubrir el significado de su obra para ellos. Para Naumburg, era importante evitar interpretar o comentar la obra del cliente, de manera que este no cambiara de opinión sobre lo que había creado y para evitar equivocarse. Empleaba el arte como un medio para que sus clientes proyectaran visualmente sus conflictos. Y cuando al cliente le costaba relajarse, le daba lecciones de arte o proyectos directivos específicos.
La American Art Therapy Association (ATA) reconoció sus principales logros en el ámbito del arte como terapia con el máximo honor al concederle el primer nombramiento de "Miembro Vitalicio Honorario" (Junge, 2010, p. 42), que recibió en 1971. Enseñó arteterapia a estudiantes universitarios en la Universidad de Nueva York, e influyó con éxito en la  creación de un programa de posgrado en la universidad, que comenzó en 1969. Naumburg enseñó hasta sus ochenta años. Murió en 1983 a la edad de 92 años.

## Obra
- The child and the world: Dialogues in modern education.  (1928).  New York:  Harcourt, Brace. Digitized October 29, 2007.[16]
- Studies of the "Free" Expression of Behavior Problem Children as a Means of Diagnosis and Therapy, Publisher Coolidge Foundation, 1947 – Art – 225 pages
- Schizophrenic Art: Its Meaning in Psychotherapy (1950)
- Psychoneurotic Art, Its Function in Psychotherapy: correlation of the patient's Rorschach and other tests with the patient's art productions, by Adolpf G. Woltmann., Published 1953
- Dynamically Oriented Art Therapy: Its Principles and Practice.  (1966).   New York:  Grune & Stratton.  Republished 1987, Chicago:  Magnolia Street, ISBN 0-9613309-1-0
- An Introduction to Art Therapy: Studies of the "Free" Art Expression of Behavior Problem Children and Adolescents as Means of Diagnosis and Therapy (Copyright 1950 and 1973 by Margaret Naumburg). Foreword to the first edition by Nolan D. C. Lewis, M.D. New York:  Teachers College Press, Columbia University.  Library of Congress Catalogue Card Number 73-78074